# Silbecke
Silbecke ist ein Ortsteil der Stadt Attendorn im Kreis Olpe (Nordrhein-Westfalen) und hat 91 Einwohner (Stand 30. Juni 2024).

## Geografie
Silbecke liegt 5,5 km östlich des Kernortes Attendorn. Nördlich liegt Bamenohl, westlich Heggen, südlich Dünschede und östlich Borghausen. Nordwestlich erhebt sich der 407 m hohe Dumberg.

## Geschichte
Silbecke wurde erstmals in der 1. Hälfte des 13. Jahrhunderts als „Silebeche“ erwähnt und um 1287 mit einem Henricus de Silebeche. 1383 und 1393 wird Silbecke in Ahausener Urkunden erwähnt. So kaufte am 25. Januar 1393 Henneken von Schade-Ahausen aus Grevenstein von Herman Knive van Osterendorp dessen Hof zu Silbecke (Pächter Gockele). Am 28. Juni 1498 verkaufte der Freigraf Johann von Valbert seinen Hof in der Helle (Pächter Bruggeman), ein Lehnsgut des Johann von Ohle, an die Witwe Katherina Greven.
Die Art der Benennung des Ortsnamens ist ungeklärt. Bei der Bezeichnung des Bestimmungswortes kann es sich aber um das mnd. sīl (tröpfeln, rinnen, feucht) handeln, und der Ortsname könnte demnach als „kleines Rinnsal“ oder „einen kleinen, den Ort entwässender Bach“ gedeutet werden.
Silbecke war ehemals eine eigene Bauerschaft im Amt Bilstein und Kirchspiel Helden. Im Schatzungsregister von 1536 wird in der Burschafft Sylbeck ein Cort zu Sylbeck mit einer Abgabe von 2 Goldgulden, sin Knecht mit ½ Gg und Gobbelln Hannß auch mit ½ Gg genannt. Ab Mitte des 16. Jahrhunderts gehörte Silbecke zur Bauerschaft Dünschede. Im Register von 1565 hatten Steffenn zu Silbecke 2 Gg, Cordt zu Silbeck 3 Gg und Gobbelenn Hanß 2 Gg Steuern zu zahlen.
Am 22. Februar 1554 war Johan vor der Eggen zu Silbecke Zeuge in einem Pachtvertrag der Margarethe von Heggen, Witwe von Schnellenberg zu Ahausen. 1571 wird ein Gut uff dem Brencke (Brinke) erwähnt. Am 22. Januar 1602 wurde Rotger Brinker von Silbecke Priester im Kirchspiel Dünschede. 1635 wurde ein Achtel des Gutes zu Silbecke an den Richter Heinrich Wever zu Valbert verkauft. 1662 wird der Bauer Friedrich Bockhagen erwähnt. Im Jahre 1787 ist das adelige Haus Bruch Besitzer von Wiesen und dem Zehnt in der Silbecker Feldmark.
Das Adressbuch von 1929 führt in Silbecke die Namen „Begelvertz, Belke, Köhler (2), König (2), Sarapski, Schröder (5), Schulte (2), Springmann (2), Springob, Starke und Zimmermann“ auf. Die nächste Pfarrgemeinde war St. Martin in Dünschede. Dorthin gingen auch die Kinder von Silbecke zur Schule (Lehrer Peters).
Im Jahre 1936 hatte Silbecke im Amt Attendorn, Gemeinde Helden insgesamt 11 Haushaltungen, 11 Wohnhäuser und 81 Einwohner.
Im Rahmen der kommunalen Neugliederung 1969 wurde die Gemeinde Helden teilweise in die Stadt Attendorn eingegliedert und somit Silbecke ein Ortsteil von Attendorn.

### Einwohnerentwicklung
| Jahr | Einwohner |
| ---- | --------- |
| 1536 | 20*       |
| 1565 | 20*       |
| 1775 | 46        |
| 1817 | 57        |
| 1839 | 67        |
| 2016 | 94        |
| 2020 | 91        |

*) aufgrund von Häuserzahlen geschätzte Werte